# Ami Ghia
Ami Ghia Shah (ur. 8 grudnia 1956 w Suracie) – jedna z najwybitniejszych zawodniczek w historii badmintona. Siedmiokrotna zdobywczyni tytułu Narodowego Mistrza Indii w Badmintonie, dwunastokrotna zdobywczyni tytułu Narodowego Mistrza Indii w grze podwójnej kobiet w Badmintonie, czterokrotna zdobywczyni tytułu Narodowego Mistrza Indii w grze mieszanej w Badmintonie.
Za swoje zasługi otrzymała nagrodę Arjuna Award w 1976.